# Bożanów
Bożanów (niem. Eckersdorf) – wieś w Polsce położona w województwie dolnośląskim, w powiecie świdnickim, w gminie Żarów. W latach 1975–1998 miejscowość administracyjnie należała do województwa wałbrzyskiego.

## Nazwy
Eckehardesdorf (1307 r.), Ekardi villa (1308 r.), Eckehardi villa (1318 r.), Eckirsdorf (1356 r.), Eckersdorff (1543, 1564), Eckersdorf (1479, 1550, 1594, 1658).

## Początki wsi
Niemiecka nazwa wsi sugeruje, że jej założycielem-zasadźcą był Ekard. L. Radler identyfikuje go z rycerzem o tym imieniu pojawiającym się w dokumentach z 1274 i 1285 r. W 1285 r. jako Ekkehard z Wierzbnej co świadczy o jego bliskich związkach z rodem Wierzbnów, którego albo był członkiem (z urodzenia lub adopcji), albo też rycerzem służebnym Andrzeja z Wierzbnej. T. Jurek uważa, że Ekhard był burgrabią w Wierzbnej. Bożanów powstał na ziemiach sąsiadujących z główną siedzibą rodu, można więc domniemywać, że należał do Wierzbnów. Ekard jeżeli nie był członkiem rodu, to mógł otrzymać od Andrzeja jako lenno dziedziczne sołectwo lub całą wieś w nagrodę za wierną służbę.

## Właściciele wsi
W drugiej połowie XIV w. właścicielami części Bożanowa, Pankowa i Wierzbnej byli panowie von Rohnau (Ronau, Ronaw). W sierpniu 1373 r., jeden z nich, Hentschil piszący się z Pankowa żonie Małgorzacie całość swych dóbr pankowskich i bożanowskich zapisał jako dożywocie. W 1385 r. współwłaścicielami Bożanowa byli Konrad von Rohnau z Pankowa oraz spadkobiercy Hansa von Seidlitz z Siedlimowic: wdowa Anna i syn Heinrich. Konrad sprzedał w tym roku Hansowi i Alexandrowi Hanemann prawo poboru w Bożanowie czynszu pieniężnego (3 i 1/2 grzywny) i w naturze (6 korcy zboża i 1 funt pieprzu). Natomiast Anna i Heinrich von Seidlitz odstąpili za 30 grzywien czynsz roczny w wysokości 3 grzywien z dóbr bożanowskich Konradowi von Watzenrode. Kolejnym znanym właścicielem Bożanowa był Hans von Kalkreuth z Pastuchowa wymieniony w dokumencie z 1458 r. Przynajmniej od końca XV w. do połowy XVI w. wsią władali panowie von Bock z Pankowa: Christoph, a następnie Wolfgang (wymieniony w 1549 r.). W 1503 r. pierwszy z nich wiódł spór z opatem klasztoru cystersów w Krzeszowie o 4 sztuki pola w Bożanowie. Nie można wykluczyć, że Christoph i jego spadkobiercy byli właścicielami tylko części wsi z prawami sądowymi i przywilejem na prowadzenie karczmy. W 1549 r. Wolfgang von Bock zu Haeslicht odstąpił Bożanów Sigmundowi von Seidlitz ze Śmiałowic, największemu właścicielowi ziemskiemu w weichbildzie świdnickim w połowie XVI w. Przed 1579 r. dobra bożanowskie odziedziczył Daniel von Seidlitz ze Śmiałowic, który władał nimi jeszcze w 1596 r. Kolejnymi ich właścicielami byli Georg i Peter von Seidlitz, którzy w 1610 r. pożyczyli na rok od Kaspra Müllera 2000 talarów pod zastaw Bożanowa. W drugiej połowie XVI w. kilka gospodarstw było własnością innych osób. Właścicielem przynajmniej dwóch gospodarstw zagrodniczych zakupionych w 1543 i 1564 r. był Dominik Malditz zwany Rothlach. W 1564 r. jedno gospodarstwo zagrodnicze nabył Simon Hornewaldt, który w 1593 r. pisał się z Eckersdorf und Nothen Virben. Przed 1618 r. Bożanów odkupił od Seidlitzów Melchior von Redern z Kłonicy i władał niemal całkowicie zniszczoną w trakcie wojny trzydziestoletniej wsią jeszcze w 1648 r. Następnie przez kilka lat dobra bożanowskie należały do Antoniusa Tanner von Löwenthal (około 1652 r. - przed 1658 r.). W 1658 r. Bożanów wciąż był zrujnowany i niezamieszkany – nazywano go wüste Eckersdorf. Kolejnych właścicieli nie było stać ani na odbudowę wsi, ani na uiszczanie należnych państwu podatków oraz świadczeń kościelnych. Zaległości wobec państwa osiągnęły w 1658 r. kwotę 300 talarów. Doprowadziło to do przejęcia Bożanowa przez aparat fiskalny i wystawienia go na sprzedaż. Wartość wsi Izba Rozrachunkowa oszacowała na 771 talarów. Bożanowem zainteresował się klasztor cystersów w Krzeszowie, który po długich negocjacjach uzyskał w 1658 r. zgodę władz cesarskich na jego zakup. Zapłacił za dobra bożanowskie 1071 talarów płatnych w 3 ratach do 1661 r. Klasztor w Krzeszowie był właścicielem Bożanowa do 1810 r.
Cystersi szybko odbudowali zniszczoną wieś. Zmienili przy tej okazji dotychczasowy podział ziemi tworząc w Bożanowie folwark. Od 1683 r. dobra podlegały pod przeorat w Wierzbnej. W 1685 r. cesarz Leopold I nałożył jednorazowy podatek na dobra nabyte przez instytucje kościelne w ciągu ostatnich 60 lat. Klasztor krzeszowski musiał uiścić 1596 florenów za Bożanów oraz zakupione w trzeciej ćwierci XVII w. Kruków i Zastruże. W 1698 r. cystersi wykupili anulowane rozporządzeniem cesarskim z 1650 r. przywileje warzenia piwa i produkcji słodu. W przypadku Bożanowa kosztowało ich to 900 florenów. W roku 1720 kolejnych 25 florenów zapłacili za prawo wolnej sprzedaży soli. Polityka gospodarcza cystersów przyniosły wymierne rezultaty w postaci wzrostu wartości wsi. W 1765 r. pruskie władze fiskalne oceniły ją na 5247 talarów. Po włączeniu Śląska do państwa pruskiego wzrosły świadczenia podatkowe. O ile w 1722 r. cystersi uiszczali z Bożanowa 226, to w już 1748 r. 326, a w 1756 r. 340 talarów. W trakcie wojny siedmioletniej (1756-1763) świadczenia państwowe jeszcze bardziej wzrosły, a po jej zakończeniu władze pruskie zastosowały wobec instytucji kościelnych represyjną, 50% stawkę podatkową.

## Oblicze wsi i jej mieszkańcy
Wielkość wsi w chwili powstania przybliżają dokumenty z lat 1308-1318, w których Bożanów wymieniono wśród miejscowości opłacających dziesięcinę proboszczowi z Wierzbnej. Mieszkańcy Bożanowa uiszczali ją ze wszystkich zagospodarowanych gruntów, których obszar wynosił 16 łanów. L. Radler porównując to z powierzchnią gruntów bożanowskich w drugiej połowie XIX w., zakwalifikował łany jako flamandzkie. Podjął także próbę odtworzenia podziału ziemi w XIV w.: 3 łany przydzielono dziedzicznemu sołectwu, a 13 zostało rozdzielonych między chłopów. Gospodarstwa kmiece miały prawdopodobne powierzchnie większą ni 1 łan, czyli było ich mniej niż 13. Do sołectwa przypisane były niższe prawa sądownicze, karczma oraz przywilej produkcji i sprzedaży piwa. Jak sądzi Radler z tego ostatniego przywileju korzystano tylko częściowo, gdyż warzenie piwa było w tak małej wsi nieopłacalne. Uważał natomiast za pewne istnienie od średniowiecza w Bożanowie karczmy. Jednak pierwsze wzmianki źródłowe o niej pochodzą dopiero z lat 20. XVIII w. W 1441 r. w Bożanowie mieszkało 8 kmieci. Byli oni w ograniczonym stopniu współwłaścicielami ziemi, którą posiadali w dziedzicznej dzierżawie z prawem dokonywania transakcji kupna-sprzedaży. Zachowało się kilka wzmianek o sprzedaży ziemi przez chłopów bożanowskich. W 1434 r. sołtys Bożanowa Nickel Aust odstąpił część folwarku wierzbneńskiego opatowi klasztoru krzeszowskiego. W 1458 r. Anton Varster sprzedał 7-8 morgów ziemi karczmarzowi z Wierzbnej. Kmiecy charakter wsi uległ z czasem zmianie. W 1549 r. mieszkali we wsi zagrodnicy. Nie było natomiast folwarku i całość dochodów właściciela wsi stanowiły czynsze płacone przez ludność chłopską oraz hodowla ryb. W połowie XVI w. z niewielkiego stawu uzyskiwano 8 kop ryb rocznie. Wartość dóbr szacowano w 1550 r. na 288, w 1594 r. na 300 florenów, a w 1621 r. na 1654 talarów. Według opisu z 1648 r. przedstawiającego podział gruntów (ale teoretyczny, gdyż Bożanów był w tym czasie wyludniony) we wsi było 11 działów. Siedem kmiecych - trzy dwułanowe i cztery półtorałanowe, oraz cztery zagrodnicze - trzy półłanowe i jedno 1/8 łanowe. Do 16 łanów brakuje 2 i 3/8 łana - sołectwo, które prawdopodobnie należało do pana wsi. Cystersi przystępując do odbudowy Bożanowa po jego przejęciu w 1658 r. skorygowali podział ziemi. Wydzielili działkę o nieznanej wielkości, może dawne sołectwo, którą przyłączyli do folwarku wierzbneńskiego. Pozostałą ziemie rozdzielili pomiędzy chłopów, których wspomogli w odbudowie budynków mieszkalnych i gospodarczych, a także wyposażyli w inwentarz żywy i sprzęt. Osadnicy musieli być katolikami. Ustalono nową wysokość renty feudalnej: pieniężnej, w naturze (tusze świńskie, żyto, owies, pakuły lub przędza lniana) oraz odrobkowej. Rocznie chłopi bożanowscy płacili klasztorowi 30 talarów, 16 groszy i 3 halerze czynszu; dostarczali po 1 małdracie i 2 garncach żyta oraz owsa, a także po 9 półtusz świńskich i kur. Cystersi posiadali pełną władzę sądowniczą na poddanymi. Od 1683 r. sprawował ją przeorat wierzbneński. W 1722 r. w Bożanowie było 7 gospodarstw kmiecych i 5 zagrodniczych. Liczba działów kmiecych nie uległa zmianie w drugiej połowie XVIII w. Przybyło natomiast zagrodników i komorników: około 1765 r. 10 i 2 (w tym 1 rzemieślnik), a w 1785 r. po 7. Część z nich mogło jednak tylko mieszkać w Bożanowie, a działki zagrodnicze mieć wydzielone z gruntów folwarku wierzbneńskiego.
W uprawie roli obowiązywała trójpolówka. Wszystkich chłopów obowiązywał przymus polowy, czyli obowiązek obsiewania graniczących pól tymi samymi zbożami. Wszystkie grunty orne podzielone były na trzy kompleksy, na zmianę ugorujące lub obsiewane zbożem jarym i ozimym. W uprawach zbożowych największy udział miały żyto i owies, a to przesądzało o niskich plonach. Zwierzęta hodowano na własne potrzeby. Po przejęciu Bożanowa przez cystersów dużego znaczenia nabrała uprawa lnu, mieszkańcy wsi zobowiązani byli dostarczać w ramach renty feudalnej pakuły (kmiecie i zagrodnicy) lub przędzę lnianą (komornicy). Wzrosło znaczenie hodowli, przede wszystkim owiec. Zachowały się dane o stanie hodowli zwierzęcej w 1722 r.: 325 owiec, 31 świń, 62 kozy i 40 kur. Spore znaczenie miała gospodarka rybna. W XVI w. uzyskiwano z niej rocznie 8 kop ryb. W latach 20. XVIII w. były w Bożanowie 2 stawy, w których odławiano 5 kop karpi rocznie. W karczmie sprzedawano w latach 20. XVIII w. 70-80 beczek piwa z browaru klasztornego w Wierzbnej. Nie posiadała uprawnień gorzelniczych, a jej dzierżawcą był w 1726 r. Abraham Lensch. Okres wojen był szczególnie uciążliwy dla mieszkańców wsi, gdyż oprócz płacenia wyższych podatków, pociągani byli też do innych świadczeń, takich jak utrzymywanie przemaszerowujących oraz zimujących wojsk własnych i nieprzyjacielskich, a także kontrybucje. W trakcie wojny trzydziestoletniej wieś została niemal doszczętnie zniszczona i wyludniona, a to za sprawą rozbojów żołnierskich i epidemii nękających kilkakrotnie Księstwo Świdnickie. W okresie wojny siedmioletniej w Bożanowie kwaterowały i zaopatrywały się wojska prowadzące działania zbrojne pod Świdnicą (czterokrotnie obleganej). Zachowały się informacje dotyczące losów Bożanowa w trakcie wojen napoleońskich. W latach 1807–1808 we wsi kwaterowały oddziały napoleońskie, kilkakrotnie nakładając na mieszkańców wsi kontrybucje. Administrator kompleksu wierzbneńskiego donosił w tych latach opatowi krzeszowskiemu o całkowitym wyniszczeniu podległych mu dóbr. W 1813 r. mieszkańcy Bożanowa dostarczali do Legnicy i Świdnicy prowiant dla wojsk koalicji antynapoleońskiej, a latem tego roku w czasie obowiązywania pielaszkowickiego układu o zawieszeniu broni we wsi stacjonowały oddziały rosyjskie.

## Właściciele dóbr na prawie rycerskim
W 1811 r. zsekularyzowane majątki kościelne Bożanów, Kalno i Wierzbną nabył od skarbu państwa August Friedrich von der Goltz. Około 1830 r. chłopi bożanowscy wykupili gospodarstwa oraz zniesienie świadczeń feudalnych. W ich posiadaniu znalazło się większość gruntów - 255 ha. Obszar wydzielonych dóbr na prawie rycerskich wynosił 70 ha, a włączone zostały do majątku wierzbneńskiego. W tej sytuacji w latach 50. XIX w. nie wydzielono w Bożanowie okręgu dominialnego. Kolejnymi właścicielami dóbr wierzbneńsko-bożanowskich byli:
- od lat 30. do około 1850 r.: rodzina hrabiowska Maltzan; początkowo córka von der Goltza, Auguste Maria Amalia Louise (ur. 13 III 1798, zm. 16 IV 1837) z mężem Joachimem Karlem Ludwikiem von Maltzan, hrabią von Wartenberg i Penzlin (ur. 15 IV 1793, zm. 9 VIII 1843), a następnie ich trzy córki Aleksandra Julianna Theresa Sophia (ur. 5 I 1818, zm. 1894), Antoinnetta Luisa Emilia Julia (ur. 25 XI 1825, zm. 15 VII 1899) oraz Charlotta Lisa (ur. 20 XII 1827, zm. 12 IV 1861) z domu von Maltzan
- w latach 1850-1859: bankier i kupiec wrocławski Emil Goldschmied (Goldschmidt)
- w latach 1859-1945: rodzina von Waldenburg:
  - zmarły przed 1880 r. szambelan dworu Eduard
  - do III 1915 r.: marszałek dworu królewskiego Friedrich August Eduard Alfred von Waldenburg (ur. 17 XII 1847 w Berlinie, zm. 29 III 1915 w Wierzbnej)
  - w latach 1915-1945: Alfred Siegfried Aleksander Theodor von Waldenburg z Wierzbnej (ur. 16 VIII 1887 w Wierzbnej, zm. 13 III 1968)

## Gmina wiejska
Większość ziemi należącej do gminy wiejskiej stanowiły grunty orne - około 212 ha, łąki zajmowały 35 ha. Od drugiej połowy XIX w. dużego znaczenia nabrała uprawa ziemniaków i buraków cukrowych. Odbiorcami tych ostatnich były cukrownie w Pastuchowie i Pszennie. Chów owiec i kóz zaniknął w pierwszej połowie XIX w. Popularna stała się hodowla bydła ras szlachetnych. W 1939 r. było w Bożanowie 6 dużych gospodarstw chłopskich o powierzchni powyżej 14 ha oraz 8 średnich. Najzamożniejszym gospodarzami byli od chwili uwłaszczenia członkowie rodziny Klose. W 1939 r. Alfred Klose był właścicielem zmechanizowanej gorzelni o zdolności produkcyjnej 23 tys. litrów spirytusu rocznie; 58,5 ha gospodarstwa rolnego specjalizującego się w uprawie buraków, ziemniaków i hodowli bydła rasy fryzyjskiej, a także gospody w Kalnie-Wostówce. Do rodziny Klose należało także drugie co do wielkości gospodarstwo rolnicze w Bożanowie o powierzchni 31 ha.

## Kopalnia Torfu
W XIX w. na granicy Kalna i Bożanowa wydobywano torf używany do ogrzewania domów, jako nawóz i ściółka w hodowli. W 1841 r. pozyskano 1200 kop cegieł torfowych. W drugiej połowie XIX w. wyczerpały się zasoby tego surowca.

## Handel i usługi
Do początków XIX w. przestała istnieć stara karczma. Przez cały XIX w. działała we wsi niewielka gorzelnia oraz lokal gastronomiczny, nazywany zapewne ze względu na niską jakość usług szynkiem (kantyną). W 1904 r. młynarz z Mrowiny Alfred Gerstmann zakupił w Kalnie 2 morgi ziemi i wybudował przy rozwidleniu dróg do Piotrowic oraz Żarowa gospodę Zum Feldschloss. Wykupił dla niej pełną koncesję wraz z prawem produkcji i wyszynku wódki. W 1939 r. mieszkało w Bożanowie 4 rzemieślników: szewc, kowal, murarz i malarz porcelany. Część mieszkańców zatrudnionych było w okolicznych ośrodkach przemysłowych, przede wszystkim w Żarowie.

## Zabudowa i ludność
Bożanów był niewielką wsią. Liczba domów mieszkalnych - przed 1830: 24, w 1895: 26, a w 1907: 27. Liczba mieszkańców - 1785: 125; 1830: 150; 1845: 175; 1895: 222; 1905: 243; 1925: 229; 1928: 199; 1939: 190.
Od chwili zakupienia Bożanowa przez cystersów do sekularyzacji dóbr kościelnych w 1810 r. we wsi mogli mieszkać tylko katolicy. Pierwsi ewangelicy osiedlili się w Bożanowie w drugiej połowie XIX w. i aż do 1945 r. było ich dużo mniej niż katolików. Wieś zamieszkiwało w 1885 r. 19, a w 1925 i 1928 r. 46 protestantów.

## Szkoła
Do pierwszej połowy XIX w. dzieci z Bożanowa uczęszczały do szkoły w Wierzbnej. W 1838 r. utworzono we wsi szkołę. Lekcje prowadzone przez nauczyciela z Kalna odbywały się w izbie wynajętej w jednej z chałup chłopskich. Dopiero w 1894 r. wybudowano przy drodze do Kalna skromny budynek szkolny i zatrudniono „własnego” nauczyciela. W szkole bożanowskiej uczyło się w 1885 r. 55, a w 1929 r. 18 dzieci. Na początku lat 30. szkoła została zlikwidowana.

## Pierwsze lata powojenne
Zabudowa Bożanowa nie ucierpiała w trakcie działań wojennych zimą-wiosną 1945 r. (tylko 2 uszkodzone budynki). Po zakończeniu wojny do wsi powróciło część jej dawnych mieszkańców. Jesienią 1945 r. mieszkało w Bożanowie 106, zimą-latem 1946 r. 105 - 122, a według obliczeń miejscowego sołtysa tylko 88 Niemców. Większość wysiedlono 27 VII 1946 r. Po przemaszerowaniu do Świdnicy-Kraszowic 4 dni spędzili punkcie zborczym w oczekiwaniu na transport. W końcu kolej podstawiła skład, który 31 VII wyruszył do Węglińca. Następnie Niemców bożanowskich przewieziono do brytyjskiej strefy okupacyjne. Większość osiedliła się w Oldenburgu. Ostatnich mieszkańców Bożanowa narodowości niemieckiej wysiedlono 6 X 1946 r. Polacy zaczęli się osiedlać w Bożanowie w lipcu 1945 r. Jako pierwszy przybył 7 VII Franciszek Cichoń, późniejszy wieloletni sołtys wsi. Kolejne polskie rodziny osiedliły się we wsi 10 i 20 VII. W dniu 31 VIII mieszkało w Bożanowie już 39 Polaków i nie uległo to zmianie do końca 1945 r. Osadnicy ci pochodzili z powiatów Bochnia, Wadowice i Olkusz. W porównaniu z innymi wsiami w miarę przyzwoicie prezentował się stan inwentarza żywego - w listopadzie 1945 r. 8 koni, 12 sztuk bydła, 10 jagniąt. W 1946 r. osiedlali się we wsi zarówno przesiedleńcy z Polski centralnej, jak i z terenów wschodnich - głównie z powiatu samborskiego. Do końca 1946 r. wszystkie gospodarstwa rolnicze zostały obsadzone przez Polaków.

## Polska nazwa wsi
Niemiecka nazwa wsi utrzymała się oficjalnie do początków 1946 r. W grudniu 1945 r. władze gminne proponowały nazwać ją Dołoszyce, ale władze wyższego szczebla zdecydowały się na Rogowo. W 1948 r. zmieniono nazwę na Bożanów.

## Liczba mieszkańców
Po zakończeniu II wojny światowej: I 1948 r. 119; X 1948 r. 175; IV 1949 r. 146; 1970 r. 160; 1985 r. 147; 1989 r. 149; 1992 r. 14l; 2004 r. 118.

## Stosunki własnościowe w rolnictwie
Gospodarstwa państwowe nie użytkowały ziemi w granicach wsi Bożanów. Jeżeli chodzi o gospodarstwa uspołecznione to od 1950 do 1957 r. istniała spółdzielnia produkcyjna pod nazwą „Nadzieja”. Przed 1960 r. powstało Kółko Rolnicze, połączone przed 1968 r. z kalneńskim. Gospodarstw chłopskich było w 1949 r. 22, w tym 5 o powierzchni mniejszej niż 2 ha, 14 o średniej wielkości 5-10 ha i 3 duże o powierzchni 10-15 ha. W latach 80. do rolników indywidualnych należało 187,32 ha, w tym 164,6 ha gruntów ornych. Liczba gospodarstw 31; w tym 19 (1988) poniżej 5 ha i 12 powyżej 7 ha.

## Infrastruktura techniczno-komunalna
W 1969 r. założono oświetlenie uliczne. W 1974 r. wybudowano krytą kanalizację ściekowo-burzową oraz zmodernizowaną przebiegający przez wieś odcinek drogi Świdnica-Żarów, kładąc nawierzchnie bitumiczną. W latach 1998–2000 jezdnie poszerzono i położono wzdłuż niej chodnik. W latach 80. XX wieku podłączono wieś do wodociągu gminnego.

## Placówki oświatowo-kulturalne
Od końca 1957 r. do połowy lat 70. działał we wsi punkt filialny szkoły w Kalnie. Punkt biblioteczny istniał tylko w pierwszej połowie lat 60. XX wieku. Świetlica powstała do wiosny 1949 r. i działała jeszcze w latach 80. XX wieku.

## Sport
W latach 70. XX wieku krótko istniała we wsi drużyna piłkarska zrzeszona w LZS.

## Informacje
- [www.izba.centrum.zarow.pl Żarowska Izba Historyczna] (zmodyfikował: Bogdan Mucha)